# Helgonen i Vologdas synaxis
Helgonen i Vologdas synaxis är en grupp av helgon i den Rysk-ortodoxa kyrkan, som är helgad åt alla helgon som har anknytning till staden Vologda i norra Ryssland.

## Historik och firande
Minnet av Helgonen i Vologdas synaxis började firas år 1841.
År 2025 ägde festdagen rum den 29 juni enligt den gregorianska kalendern (16 juni enligt den julianska), vilket blir på den tredje söndagen efter pingst. På samma dag firas också Helgonen i Novgorods synaxis och Helgonen i Pskovs synaxis.

## Exempel på helgon
Exempel på helgon som ingår i gruppen är:
- Sankt Leonid Ustnedumskyj
- Sankt Andrej Totemskij
- Sankt Antonius av Vologda
- Sankt Gregorios av Pelshem
- Sankt Johannes av Moskva
- Sankt Kirill Belozerskyj
- Sankta Maria Ustjugskaja
- Sankta Maria Zaozerskaja
- Sankt Ferapont Belozerskij
- Sankt Ignatius Belozerskij